# MuCEM
O MuCEM, situado em Marseille, foi inaugurado no dia 7 de Junho de 2013 e tem como finalidade expor todas as manifestações multidisciplinares onde antropologia, História, Arqueologia e Arte se encontram de forma única e apresentam um olhar cultural, social, político e científico sobre a diversidade de civilizações que construíram o mundo mediterrâneo da Pré-História aos nossos dias.

## Galeria de fotos

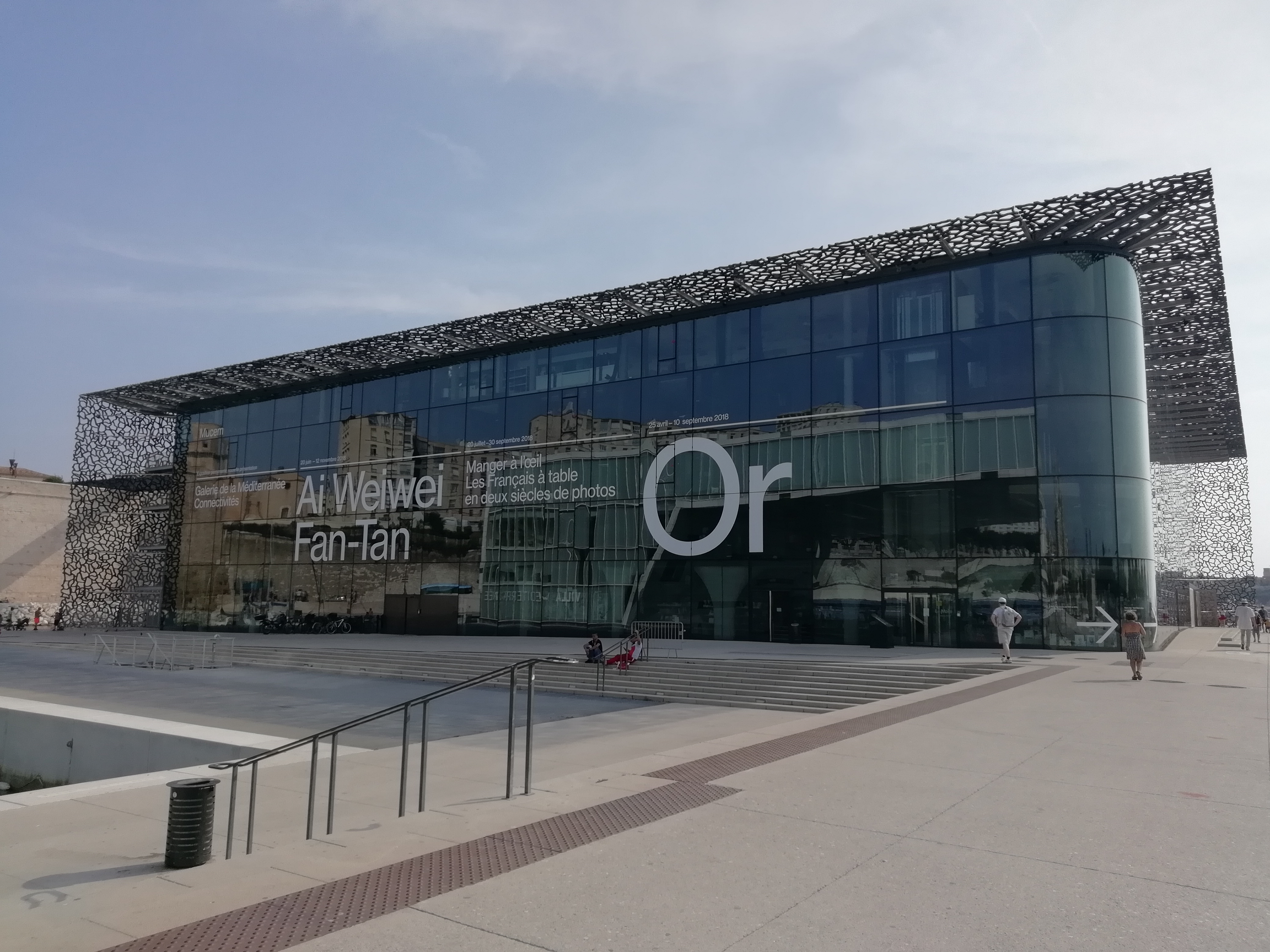
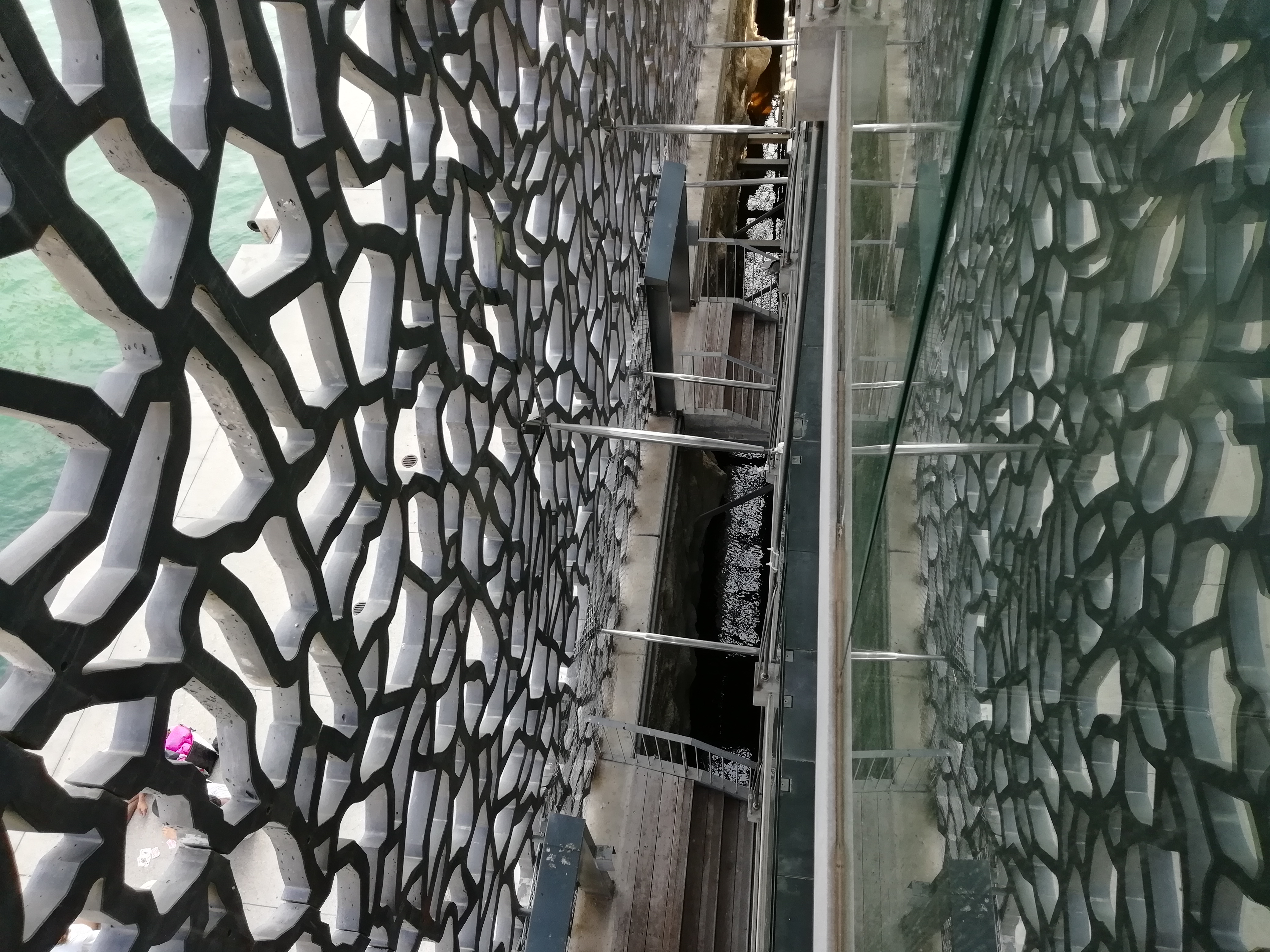
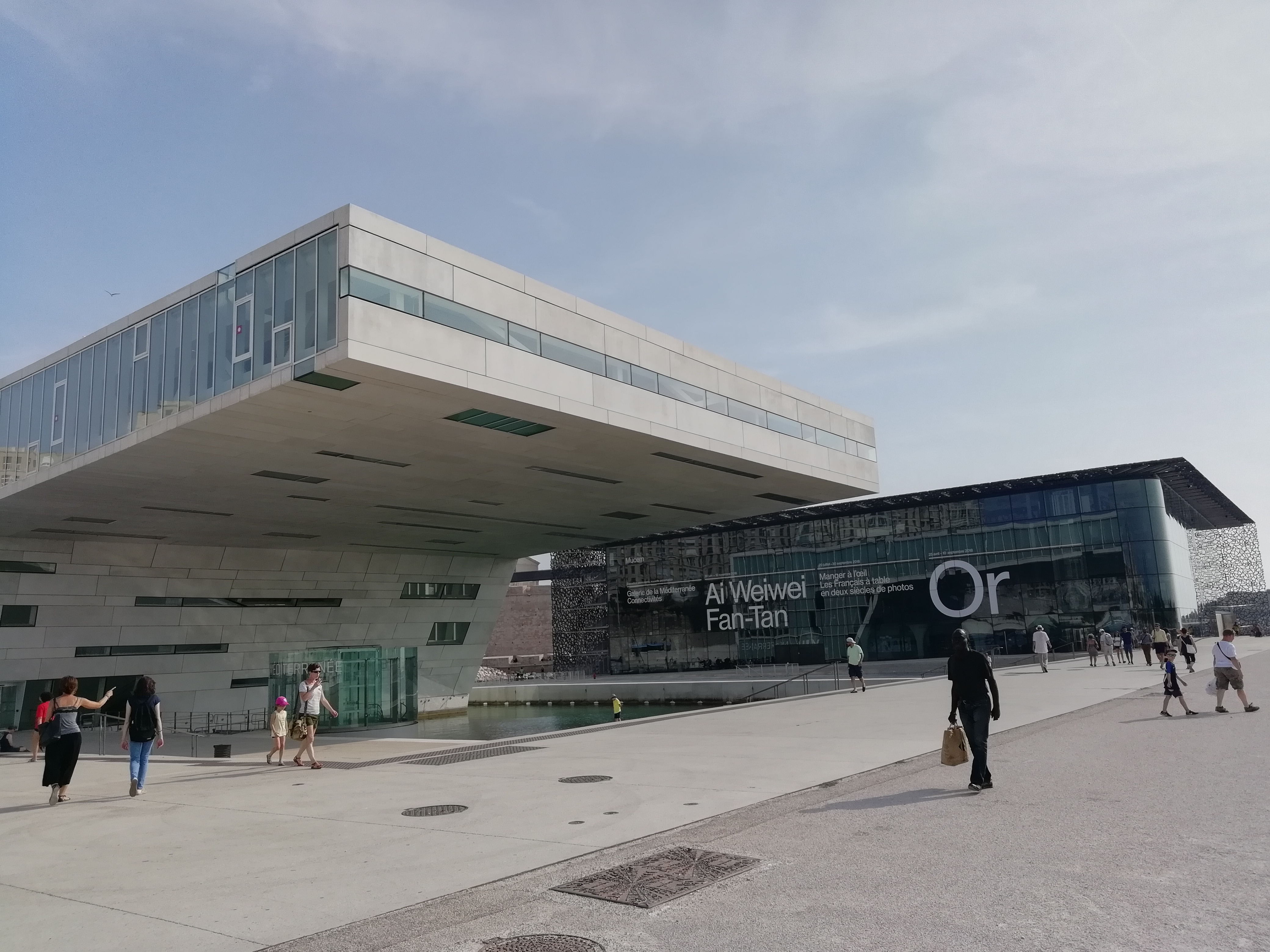